# Şenyurt
Şenyurt (kurd. Dirbêsî) ist eine Belediye im Landkreis Kızıltepe der türkischen Provinz Mardin. Şenyurt liegt unmittelbar an der syrischen Grenze in Südostanatolien auf 470 Meter über dem Meeresspiegel, rund 14 Kilometer südlich von Kızıltepe.
Şenyurt unmittelbar gegenüber liegt auf syrischer Seite die Kleinstadt ad-Darbasiya (arabisch الدرباسية). Der ursprüngliche Name von Şenyurt lautet ebenfalls Derbesiye. Beide Orte waren vor der syrisch-türkischen Teilung nach dem Ersten Weltkrieg eine einzelne Stadt. Das Wort Dir/Der/Dar ist vom aramäischen Wort Dayr (ܕܝܪ) für Kloster abgeleitet. Die Umbenennung in Şenyurt (Glückliches Heim) erfolgte nach 1960. Die Schließung der Grenze in den 1980er Jahren führte zu einem wirtschaftlichen Niedergang.
1990 lebten 3385 Menschen in Şenyurt. 2009 hatte die Ortschaft 1786 Einwohner.
Şenyurt verfügt über einen Bahnhof. Dieser war Haltepunkt der Bagdadbahn.